# Marie Van Langendonck
Marie Barbe Antoinette Rutgeerts Van Langendonck (Amberes, 7 de octubre de 1798 - Arroio Grande, 6 de junio de 1875) fue una poetisa y escritora de origen belga. 
Publicó dos libros de poesía: Aubepines editado en 1841 y Heures poétiques en 1846. Luego de enviudar en 1857, emigró a Brasil donde vivían sus dos hijos en la colonia Harmonía, a orillas del río Yacuí. Entonces escribió un diario relatando sus experiencias en Brasil durante el periodo en que vivió en Río Grande del Sur entre 1857 y 1859. Tras regresar a Europa, regresó en 1862 a Brasil. El libro con la experiencia brasileña fue publicado en Bélgica en 1862 bajo el título de Une colonie au Brésil. El libro, en Brasil, fue traducido y editado en Campinas más de 100 años después, en 1990.